# یواس‌اس استاکتون (تی‌بی-۳۲)
یواس‌اس استاکتون (تی‌بی-۳۲) (به انگلیسی: USS Stockton (TB-32)) یک کشتی است.